# El Rosal (centro comercial)
El Rosal es un centro comercial localizado en la ciudad berciana de Ponferrada (León, España) y ubicado en el barrio de La Rosaleda.

## Características
El centro fue inaugurado el 22 de octubre de 2007  siendo abierto al público el día 23 del mismo mes. El centro comercial fue desarrollado por Sonae mediante su división Sonae Sierra y el grupo asturiano Mall, teniendo su construcción un costo de 111 millones de euros. En 2011 el centro es vendido al fondo de capital británico Doughty Hanson, y nuevamente al Grupo Lar en 2015. 
Es el mayor centro comercial de la Provincia de León, y cuenta con un área de influencia de 200.000 habitantes.[cita requerida]

## Tiendas
El Rosal cuenta con un total de 147 tiendas, 19 restaurantes y unos multicines con 7 salas.
Las principales locomotoras del centro son el hipermercado Carrefour, Forum Sport y Bricogroup.
Además cuenta con la presencia de numerosas marcas conocidas tales como H&M, Cortefiel, Springfield o tiendas del grupo Inditex como Zara o Bershka dentro de las tiendas de moda, así como una farmacia abierta las 24 horas y con varias zapaterías, perfumerías, agencias de viajes, tiendas dedicadas a la decoración del hogar o para equipamiento deportivo.
En referencia a la zona de ocio, cuenta con los multicines "La Dehesa" con 7 salas, y restaurantes como Mc Donalds, Burger King o Telepizza.

## Accesos
Se puede llegar en vehículo propio o caminando, ya que se encuentra a escasa distancia del casco urbano de Ponferrada.
Además también se puede acceder a través del transporte público, mediante autobús, por las líneas 2 y C del SMT.